# لاري كامبل
لاري كامبل (بالإنجليزية: Larry Joe Campbell)‏ (و. 1970 – م) هو ممثل، وممثل تلفزيوني، من الولايات المتحدة الأمريكية، ولد في كاديلاك.

## التعليم
تعلم في جامعة وين ستيت.

## وصلات خارجية
- لاري كامبل على موقع IMDb (الإنجليزية)
- لاري كامبل على موقع ألو سيني (الفرنسية)
- لاري كامبل على موقع أول موفي (الإنجليزية)
- لاري كامبل على موقع قاعدة بيانات الأفلام السويدية (السويدية)
- لاري كامبل على موقع إن إن دي بي (الإنجليزية)
- لاري كامبل على موقع قاعدة بيانات الفيلم (الإنجليزية)
- لاري كامبل على موقع كينوبويسك (الروسية)